# Кемнат
Кемнат (нім. Kemnath) — місто в Німеччині, розташоване в землі Баварія. Підпорядковується адміністративному округу Верхній Пфальц. Входить до складу району Тіршенройт. Центр об'єднання громад Кемнат.
Площа — 54,13 км2. Населення становить 5500 ос. (станом на 31 грудня 2020).